# Улрих III фон Хонщайн-Келбра
Улрих III фон Хонщайн-Келбра (на немски: Ulric III von Honstein-Kelbra; † сл. 11 септември 1414) е граф Хонщайн и Келбра и Морунген.

## Произход
Той е големият син на граф Дитрих III фон Хонщайн-Клетенберг-Херинген-Тона (ок. 1281 – 1329/1330) и съпругата му Елизабет фон Валдек (ок. 1281 – 1371), дъщеря на граф Ото I фон Валдек (1266 – 1305) и ландграфиня София фон Хесен (ок. 1264 – 1331/1340). Брат е на граф Дитрих V фон Хонщайн-Херинген (ок. 1306 – 1379).

## Фамилия
Улрих III се жени пр. 1362 г. за принцеса Агнес фон Брауншвайг-Люнебург (* ок. 1342; † сл. 5 ноември 1394), дъщеря на херцог Ернст I фон Брауншвайг-Грубенхаген (1297 – 1361) и графиня Аделхайд фон Еверщайн-Поле († 1373). Те имат децата:
- Хайнрих VI (IX) (* ок. 1379; † 1455), граф на Келбра (1400), граф на Хонщайн (1413), господар на Даме, женен пр. 1413 г. за Маргарета фон Вайнсберг (* ок 1385; † сл. 1432)
- Елизабет († сл. 1426), омъжена 1396 г. за княз Бернхард V фон Анхалт-Бернбург († 1420)
- Аделхайд († сл. 1405), омъжена I. 1378 г. за херцог Албрехт I (II) фон Мекленбург-Шверин († 1379), II. сл. 18 февруари 1379 г. за граф Фридрих VIII фон Байхлинген († 1390)
- Дитрих VII фон Хонщайн-Келбра-Морунген/VIII († 1399), женен пр. 1370 г. за графиня Рихца фон Шварцбург († сл. 1416)
- Ернст I фон Хонщайн († 1400), епископ на Халберщат (1390 – 1400)